# George Baker (labdarúgó)
George Baker (Maerdy, 1936. április 6. – 2024. április 23.) válogatott walesi labdarúgó, csatár.

## Pályafutása

### Klubcsapatban
1954 és 1960 között az angol Plymouth Argyle, 1960 és 1962 között a Shrewsbury Town labdarúgója volt. 1964 és 1967 között a Barry Town csapatában fejezte be az aktív játékot.

### A válogatottban
Tagja volt az 1958-as svédországi világbajnokság részt vevő csapatnak, de a walesi válogatottban sohasem mutatkozott be.

## Sikerei, díjai
Plymouth Argyle
- Angol bajnokság – harmadosztály (Third Division)
  - bajnok: 1958–59